# Les coses grans (sèrie de televisió)
Les coses grans és una sèrie per Internet que gira entorn d'una parella, dos productors audiovisuals i una psicòloga que viuen situacions quotidianes que, de forma irònica i sovint fregant l'absurd, esdevenen grans problemes existencials.
La sèrie està escrita, dirigida i produïda per Roger Coma i es va estrenar el 19 de juny de 2013 amb el suport de diferents espònsors i d'una campanya de micromecenatge. El primer episodi, d'una duració d'aproximadament 10 minuts, va aconseguir més de 330.000 visualitzacions a Youtube i posteriorment es van emetre els capítols de la primera temporada pel Canal 33.
El 16 de desembre de 2015 es va començar a emetre una segona temporada de 10 episodis, de 10 minuts cadascun, centrada en el tema de la paternitat.

## Argument
La sèrie està fonamentada en cinc personatges: Roger Coma és Canudas, un noi una mica distret i molt insegur està emparellat amb la Martínez, Mar Ulldemolins, una noia sense complexos. Roger Coma també visita la Reynés, Margalida Grimalt, una psicòloga que sovint provocarà que surti de la seva consulta amb més maldecaps i paranoies que quan hi va entrar. Finalment, la parella té dos amics: en Ferrer, David Verdaguer, un intel·lectual que sovint cita filòsofs i directors de cinema independent, i en Pep, Pep Ambròs, germà de la Martínez i amb complex de jove que de vegades s'aprofitarà de les situacions.
Aquests cinc personatges viuran diferents situacions quotidianes que, entre tots, aniran fent cada cop més grans fins que acabin sent grans problemes existencials amb desenllaços inesperats.
A la segona temporada, estrenada a finals de 2015 després d'una celebració a l'antiga fàbrica d'Estrella Damm, la temàtica de la sèrie va fer un lleuger viratge i es va centrar més en totes les situacions que comporta la paternitat.

## Premis
- Guardó a la Millor Websèrie pel Zoom Festival d'Igualada.[6]